# Alt-Viersen

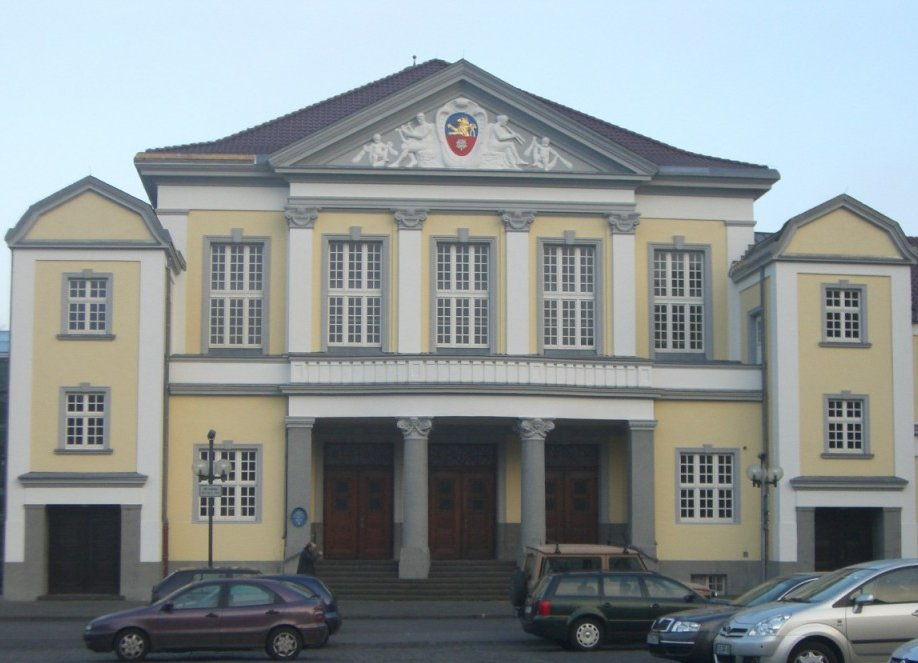
Festhalle in Alt-Viersen mit dem alten Stadtwappen

Alt-Viersen ist ein Stadtbezirk der Kreisstadt Viersen im Westen des deutschen Bundeslandes Nordrhein-Westfalen. Das Gebiet von Alt-Viersen entspricht der kleineren, aber kreisfreien Stadt Viersen, wie sie von der Verleihung der Stadtrechte im Jahr 1856 bis zum 31. Dezember 1969 bestand. Zum 1. Januar 1970 wurde die Stadt Viersen durch Eingemeindung der Nachbarstädte Dülken und Süchteln sowie der Gemeinde Boisheim erheblich vergrößert, und die bisherige Stadt Viersen war nur noch ein Stadtbezirk des neuen erweiterten Stadtgebiets. Zur besseren Unterscheidung zwischen dem Stadtbezirk Viersen und der neuen, größeren Stadt Viersen hat sich dann seit den 1970er Jahren in der lokalen Umgangssprache für den Stadtbezirk die Bezeichnung Alt-Viersen entwickelt und allgemein durchgesetzt, so dass der Begriff inzwischen selbst von der Stadtverwaltung verwendet wird.
Mit rund 37.000 Einwohnern ist Alt-Viersen der größte Stadtbezirk der Stadt Viersen.
Ortsbürgermeister ist Hans-Willi Bouren (CDU), sein Stellvertreter Jens Krudewig (SPD).

## Geografie

### Regionale Zuordnung
Als Stadtbezirk der nordrhein-westfälischen Kreisstadt Viersen gehört Alt-Viersen zum gleichnamigen Kreis, der Teil der Region Niederrhein ist und zählt außerdem zur Metropolregion Rhein-Ruhr sowie zur Euregio Rhein-Maas-Nord, die sich in Viersen mit der Region Niederrhein überlappen.

### Nachbarorte
Alt-Viersen grenzt im Norden an den Viersener Stadtbezirk Süchteln, im Westen an den Viersener Stadtbezirk Dülken, im Süden an den Mönchengladbacher Stadtbezirk Nord, im Südosten an den Mönchengladbacher Stadtbezirk Ost, sowie im Osten an die beiden Willicher Stadtteile Neersen und Anrath.

### Ortsteile
Zum Stadtbezirk Alt-Viersen gehören neben der nördlichen Innenstadt, die sich aus dem namensgebenden früheren Dorf Viersen entwickelt hat, die folgenden Stadt- und Ortsteile, Ortslagen, Dörfer und Weiler: Beberich (mit Ober- und Unterbeberich), Bockert, Bötzlöh, Donk, Düpp, Hamm, Heimer, Helenabrunn, Hoser, Hülsdonk, Löh, Noppdorf, Rahser (mit Ober- und Unterrahser), Rintgen (mit der Südstadt Viersen), Robend (mit Stadtpark Robend), Ompert und Ummer.

### Naturschutzgebiete
Mit der Bockerter Heide und dem Rintger Bruch befinden sich zwei ausgewiesene Naturschutzgebiete ausschließlich im Gebiet des Stadtbezirks Alt-Viersen. Im Bereich Rahser Bruch/Dorfer Bruch in der Nähe der Niers erstreckt sich außerdem noch ein Teil des Naturschutzgebiets Salbruch bis nach Alt-Viersen.

## Verkehr

### Straßenverkehr

#### Bundesautobahnen
Das Gebiet von Alt-Viersen wird von 2 Bundesautobahnen tangiert, nämlich der A  und der A , nicht weit entfernt verläuft mit der A  noch eine weitere Autobahn.
- Die Autobahn  (Düsseldorf – Roermond) verläuft zwar abschnittweise über (Alt-)Viersener Gebiet, sie lässt sich aber von Alt-Viersen aus nur über die beiden Anschlussstellen „Mönchengladbach-Nord“ ( Nr. 8) oder „Mönchengladbach-Hardt“ ( Nr. 6) erreichen, die beide bereits auf Mönchengladbacher Stadtgebiet liegen.
- Zur Autobahn  (Venlo – Hockenheim) gibt es am westlichen Rand von Alt-Viersen die beiden Anschlussstellen „Viersen“ ( Nr. 7) und „Mackenstein“ ( Nr. 8).
- Im Nachbarort Neersen gibt es an der A  (Mönchengladbach – Velbert) eine weitere Anschlussstelle („Neersen“,  Nr. 22), die von Alt-Viersen aus günstig zu erreichen ist.

#### Landes- und Kreisstraßen

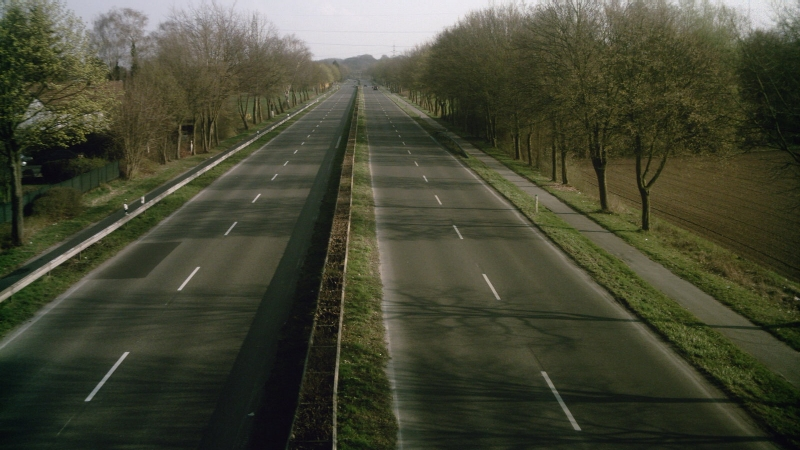
Die vierspurige L116, hier im Süden von Alt-Viersen zwischen den Ortsteilen Hamm und Ummer als Kölnische Straße, ist neben den Autobahnen A 44, A 52 und A 61 eine der Hauptverkehrsachsen im Großraum Viersen / Mönchengladbach.

Alt-Viersen wird von den folgenden vier nordrhein-westfälischen Landesstraßen durchquert:
- L 29 : Von Nettetal über Boisheim, Dülken und die Autobahnanschlussstelle „Viersen“ ( Nr. 7 an der A ) nach Alt-Viersen, hier über Dülkener Straße, Freiheitsstraße, Alte Bruchstraße und Krefelder Straße verlaufend und weiter Richtung Anschlussstelle „Neersen“ ( Nr. 22 an der A ). Dies ist die ehemalige Bundesstraße .[5]
- L 39 : Von Mönchengladbach-Hardt über die gleichnamige Autobahnanschlussstelle ( Nr. 6 an der A ) und Rasseln, in Alt-Viersen durch die Ortsteile Bockert und Hoser über die Hardter Straße verlaufend bis auf den Willy-Brandt-Ring, weiter über Freiheitsstraße (L 39) und Süchtelner Straße im Ortsteil Rahser bis nach Süchteln und Grefrath.
- L 71 : Von Mönchengladbach durch die Altviersener Ortsteile Ummer und Beberich als Gladbacher Straße verlaufend bis ins Rintgen und weiter über Große Bruchstraße und Krefelder Straße bis an die Gabelung mit der Alten Bruchstraße (L 29) am dortigen Wegekreuz. Dies ist die ehemalige Bundesstraße .
- L 116 : Von Mönchengladbach vierspurig über die Autobahnanschlussstelle „Mönchengladbach-Nord“ ( Nr. 8 an der A ) durch die Altviersener Ortsteile Heimer/Helenabrunn, Ummer und Hamm als Kölnische Straße verlaufend, im östlichen Rintgen weiter als Freiheitsstraße, nördlich der Kreuzung Freiheitsstraße/Alte Bruchstraße/Lindenstraße Fortsetzung als L 29 Richtung Nettetal (siehe oben!).

Durch das Gebiet von Alt-Viersen verlaufen außerdem die Kreisstraßen K 5, K 6, K 8 und K 18.

### Schienenverkehr

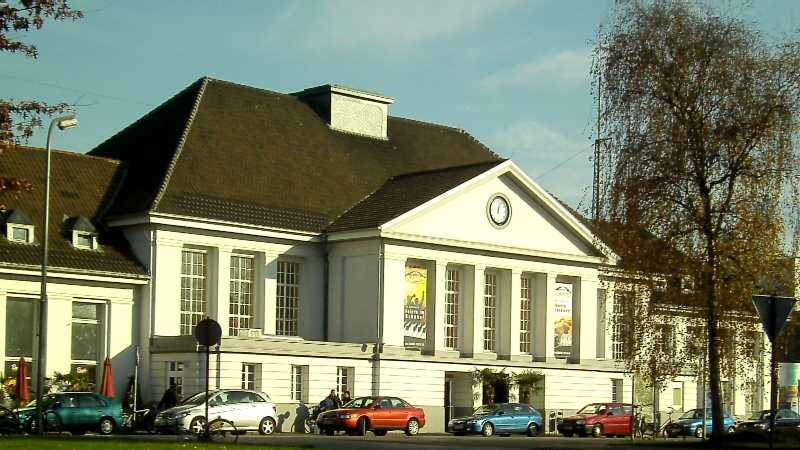
Das Empfangsgebäude auf der Südseite des Viersener Bahnhofs.

#### Eisenbahn
Durch Alt-Viersen verlaufen heute die beiden Eisenbahnstrecken Mönchengladbach – Duisburg bzw. Mönchengladbach – Venlo. Etwa von der Überführung über die Gerberstraße bis an die Mönchengladbacher Stadtgrenze südlich von Alt-Viersen verlaufen beide Strecken auf gemeinsamem Bahndamm, an dem sich im Bereich von Alt-Viersen die beiden Bahnhöfe „Viersen“ und „Viersen-Helenabrunn“ befinden. Während der Personenverkehr am Bahnhof Helenabrunn, der sich am westlichen Rand des Ortsteils Heimer befindet, bereits 1965 eingestellt wurde, ist der Bahnhof „Viersen“ nach wie vor als Haltepunkt im Personenverkehr in Betrieb. Hier bestehen Zustiegsmöglichkeiten zu den beiden Regionalexpress-Linien RE 11 und RE 13 sowie zur Regionalbahnlinie RB 33.
Der Bahnhof Viersen war außerdem Endpunkt der Bahnstrecke Neuss–Viersen, die zwischen Kaarst und Viersen jedoch stillgelegt und demontiert wurde. Inzwischen gibt es seitens der zuständigen Verwaltungen Überlegungen, den Streckenabschnitt zwischen Kaarst und Viersen wiederherzustellen, und die zurzeit (2012) am Kaarster See endende S-Bahn-Linie S 28 („Regiobahn“) zumindest bis Viersen, wahrscheinlich aber darüber hinaus bis zum niederländischen Grenzbahnhof Venlo zu verlängern.
Neben den Bahnhöfen Viersen und Viersen-Helenabrunn gab es in Alt-Viersen früher noch einen dritten Bahnhof im Personenverkehr, nämlich die Endstation Viersen CEG der Crefelder Eisenbahn-Gesellschaft (CEG) im Rahserfeld. Der Personenverkehr wurde hier jedoch bereits 1949 eingestellt. Die CEG-Strecke wurde im Volksmund auch Schluff genannt und führte über Süchteln und St. Tönis nach Krefeld und weiter über Hüls nach Moers. Zwischen St. Tönis und Hülser Berg ist ein Restabschnitt dieser Strecke noch als Museumsbahn in Betrieb, im Viersener Stadtgebiet wurde der größte Teil dieser Strecke zum Radweg umgebaut.

#### Frühere Straßenbahn
Zwischen 1906 und 1965 gab es in Alt-Viersen einen Straßenbahnbetrieb. Zunächst verkehrte ab 1906 eine Straßenbahnlinie von Mönchengladbach über Alt-Viersen nach Dülken, ab 1907 kamen zwei weitere Strecken dazu, nämlich nach Süchteln und von der Altviersener Hauptstraße entlang der Bahnhofstraße zum Bahnhof Viersen. Ab 1907 wurde dieses kleine Netz jahrzehntelang von mindestens zwei Linien befahren, wovon die eine aus Mönchengladbach über Alt-Viersen nach Süchteln führte und die andere von Dülken über die Altviersener Innenstadt zum Viersener Bahnhof. Zeitweise verkehrte in späteren Jahren noch eine dritte Linie als Schnelllinie zwischen dem heutigen Sparkassenvorplatz und Mönchengladbach. Die Streckenführung in der Altviersener Innenstadt verlief im Wesentlichen einspurig durch die Hauptstraße, auch durch die heutige Fußgängerzone, und zwar in beiden Richtungen.
Im Jahr 1955 wurden dann die Streckenabschnitte zwischen Remigiusplatz und Süchteln, Remigiusplatz und Dülken sowie zwischen dem Sparkassenvorplatz und dem Viersener Bahnhof eingestellt, es verblieb aber zunächst eine Linie, die vom Remigiusplatz durch die Hauptstraße und weiter entlang der Gladbacher Straße über Beberich, Ummer und die Haltestelle Helenabrunn, Wegweiser nach Mönchengladbach führte. 1959 wurde dann auch der Betrieb zwischen Remigiusplatz und dem Wegweiser bei Helenabrunn eingestellt. Die Mönchengladbacher Straßenbahn verkehrte danach noch bis 1965 eine Haltestelle weit auf Altviersener Stadtgebiet bis Helenabrunn, Wegweiser. Dann wurde auch dieser letzte kleine Viersener Straßenbahnabschnitt stillgelegt, während es in Mönchengladbach noch bis 1969 einen Straßenbahnbetrieb gab.

### Busverkehr

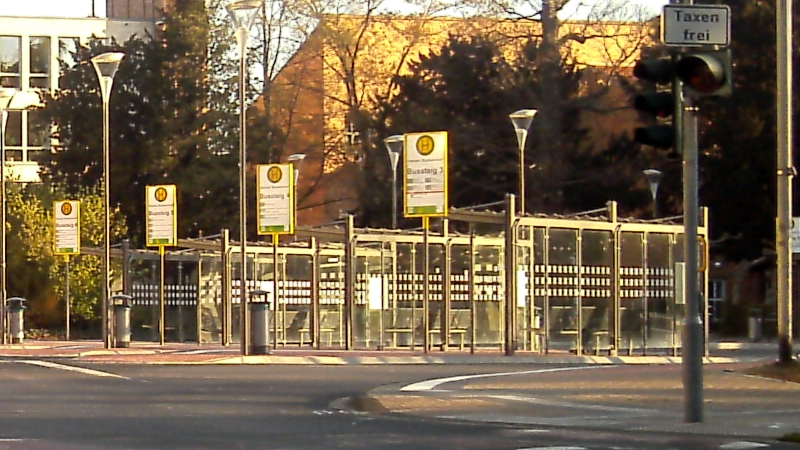
Der Viersener Busbahnhof.

Als Stadtbezirk von Viersen zählt Alt-Viersen zum Verkehrs- und Tarifgebiet des Verkehrsverbunds Rhein-Ruhr. Insgesamt 16 Buslinien verkehren in Alt-Viersen und verbinden einerseits die Altviersener Ortsteile untereinander, andererseits Alt-Viersen mit fast allen Nachbarorten (außer Mönchengladbach-Hardt). Abgesehen von Tönisvorst-St. Tönis bestehen außerdem Verbindungen in alle anderen Hauptorte des Kreises Viersen: Brüggen, Grefrath, Kempen, Nettetal-Lobberich, Niederkrüchten, Schwalmtal-Waldniel und Willich. Die beiden BVR-Linien 071 und 094 verbinden Alt-Viersen darüber hinaus mit den Düsseldorfer Vororten Meerbusch und Kaarst, wo jeweils Anschluss an das Stadtbahn- oder S-Bahn-Netz besteht.
Dabei wird der Busbetrieb in Alt-Viersen wird von insgesamt 3 Verkehrsgesellschaften durchgeführt, nämlich durch
- die BVR Busverkehr Rheinland GmbH
- die NEW mobil und aktiv Mönchengladbach GmbH (vormals: NVV Mönchengladbach)
- die NEW mobil und aktiv Viersen GmbH (vormals: Niederrheinwerke Viersen)

Zentrale Haltestelle ist der Busbahnhof in der Altviersener Innenstadt am Rathausmarkt, der von allen Linien (außer der Buslinie 007) angefahren wird. Im Einzelnen verkehren in Alt-Viersen die folgenden Linien:
| Typ               | Linie | Strecke | Hinweise                                                                                      |
| ----------------- | ----- | --- | --------------------------------------------------------------------------------------------- |
|                   | SB 87 | Viersen, Busbf. – Anrath – Tönisvorst-Vorst – Kempen – Mülhausen – Grefrath – Lobberich, Doerkesplatz                                                                      | Schnellbus, NEW Viersen und Busverkehr Rheinland                                              |
|                   | SB 88 | Viersen Bf. – Viersen, Busbf. – Hoser – Mackenstein – Schwalmtal – Niederkrüchten – Elmpt – Brüggen                                                                        | Schnellbus, NEW M’gladbach                                                                    |
|                   | CE 89 | Mackenstein – Dülken – Viersen Busbf. – Viersen Bf. – Hamm – Ummer – Heimer – Helenabrunn, Wegweiser / Mönchengladbach Hbf                                                 | CityExpress, NEW Viersen                                                                      |
| Bus               | 007   | Viersen-Heimer – M’gladbach-Lockhütte – Bettrath – Hoven – Neuwerk, Markt – Uedding – Lürrip – Mönchengladbach Hbf – M’gladbach, Alter Markt – M’gladbach-Holt, Hehnerholt | NEW M’gladbach                                                                                |
|                   | 009   | (Süchteln – Viersen Busbf. – Gereonsplatz – Beberich – Ummer –) Helenabrunn, Wegweiser – M’gladbach, Alter Markt – M’gladbach Hbf – M’gladbach, Ohlerfeld                  | NEW M’gladbach, der Abschnitt zwischen Süchteln und Wegweiser wird nur gelegentlich befahren. |
|                   | 019   | (Vinkrath – Grefrath –) Süchteln – Viersen Busbf. – Gereonsplatz – Beberich – Ummer – Helenabrunn, Wegweiser – M’gladbach, Alter Markt – M’gladbach Hbf – Rheydt, Hbf      | NEW M’gladbach, der Abschnitt zwischen Vinkrath und Süchteln wird nicht immer befahren.       |
|                   | 071   | Viersen, Busbf. – Gereonsplatz – Krefelder Str./Kanalstr. – Krefelder Str./Robend – Anrath – Willich – Meerbusch, Haus Meer                                                | Busverkehr Rheinland Am Haus Meer besteht Anschluss an die Düsseldorfer Stadtbahn.            |
|                   | 080   | Hamm, Helmholtzstr. – Gereonsplatz – Viersen, Busbf. – Löh – Schirick – Bistard – Dülken, Straelener Weg                                                                   | NEW Viersen                                                                                   |
|                   | 081   | Düpp, Im Wolfhahn – Robend – Krefelder Str./Kanalstr. – Viersen, Busbf. – Gereonsplatz – Hoser – Bockert, Kreuz                                                            | NEW Viersen                                                                                   |
|                   | 082   | Düpp, Im Wolfhahn – Robend, Stadtwaldallee – Viersen, Bf. – Gereonsplatz – Viersen, Busbf. – Hoser – Bockert, Kreuz                                                        | NEW Viersen                                                                                   |
|                   | 083   | Dülken, Am Drouvenhof – Ransberg – Viersen, Busbf. – Gereonsplatz – Viersen, Bf. – Krefelder Str./Kanalstr. – Rahser – Sittard – Süchteln, Jugendpsychiatrie               | NEW Viersen                                                                                   |
|                   | 085   | Dülken, Straelener Weg – Ransberg – Viersen, Busbf. | NEW Viersen                                                                                   |
|                   | 086   | Beberich, Berliner Höhe – Gereonsplatz – Viersen, Busbf. – Rahser, Notburgastr.                                                                                            | NEW Viersen                                                                                   |
|                   | 087   | Beberich, Berliner Höhe – Gereonsplatz – Viersen, Busbf. – Krefelder Str./Kanalstr. – Rahser, Notburgastr.                                                                 | NEW Viersen                                                                                   |
|                   | 092   | Viersen, Busbf. – Dülken – Boisheim – Dyck – Lobberich, Doerkesplatz | Busverkehr Rheinland                                                                          |
|                   | 094   | Viersen, Busbf. – Krefelder Str./Gillessen – Krefelder Str./Kanalstr. – Krefelder Str./Robend – Neersen – Schiefbahn – Kaarster See                                        | Busverkehr Rheinland Am Kaarster See besteht Anschluss an die S‑Bahnlinie S28 („Regiobahn“).  |
| Stand: April 2012 |       | |                                                                                               |

## Schulen

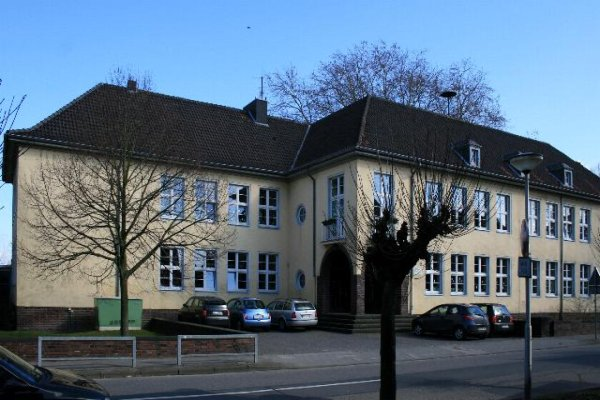
Die Zweitorschule im Ortsteil Bockert.

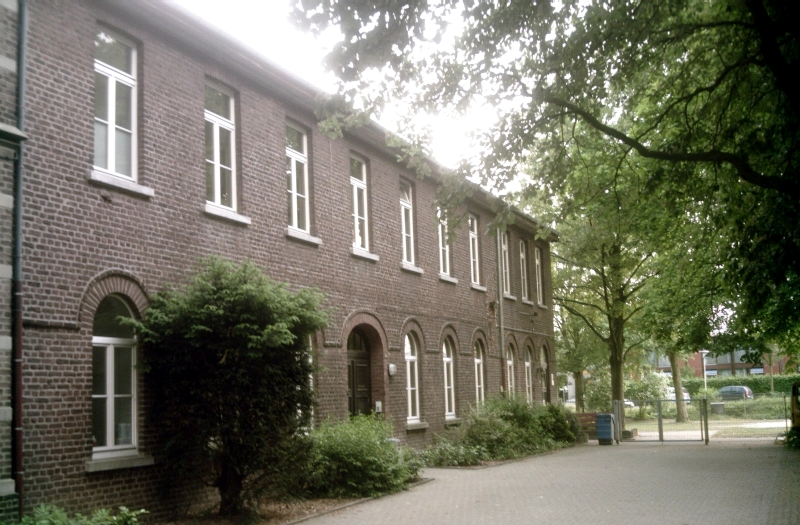
Die ehemalige Astrid-Lindgren-Schule auf der Krefelder Straße in Hülsdonk ist jetzt eine Nebenstelle der Städtischen Gemeinschaftsgrundschule Rahser.

### Grundschulen
- Agnes-van-Brakel-Schule, Ummertalweg 51 (Helenabrunn)[11]
- Albert-Schweitzer-Schule (unesco-projekt-schule), Bachstraße 201 (Hamm)[12]
- Städtische katholische Grundschule an der Zweitorstraße, Zweitorstraße 1 (Bockert)[13]
- Körnerschule – Gemeinschaftsgrundschule Viersen Stadtmitte, Klosterstraße 8 (Stadtmitte, Rintgen)[14]
- Remigiusschule -Städtische Katholische Grundschule, Portiunkulaweg 20 (Stadtmitte)[15]
- Städtische Gemeinschaftsgrundschule Rahser (Astrid-Lindgren-Schule), Regentenstraße 43 (Rahser)[16]
  - Dependance Krefelder Str. 125 (Hülsdonk) der Gemeinschaftsgrundschule Rahser[16]

### Förderschulen
- Förderschule des Kreises Viersen (Emotionale und soziale Entwicklung), Team Viersen, Am Schluff 18 (Rahser)[17]
- Förderschule für Sprachbehinderte, Gereonstraße 82 (Rintgen)[18]

### Schulen der Sekundarstufen I und II
- Anne-Frank-Gesamtschule Viersen, Jahrgangsstufen 5 bis 8, Rahserstraße 134 und 139 (Rahser)[19]
- Anne-Frank-Gesamtschule Viersen, Jahrgangsstufen 9 bis 13, Lindenstraße 7 (Stadtmitte)[19]
- Realschule an der Josefskirche, An der Josefskirche 25 (Rintgen)[20]
- Erasmus-von-Rotterdam-Gymnasium Viersen, Konrad-Adenauer-Ring 30[21]

### Andere schulische Einrichtungen
- Kreismusikschule Viersen, Heimbachstraße 12 (Rintgen)[22]
- Landwirtschaftsschule – Höhere Landbauschule, Gereonstraße 80 (Rintgen)[23]
- Kreisvolkshochschule Viersen, Willy-Brandt-Ring 40 (Stadtmitte)[24]

## Sehenswertes
- Festhalle Viersen – Austragungsort des Jazz-Festivals, der Billard-Weltmeisterschaft im Dreiband und vielen Kulturveranstaltungen
- Kaisermühle – In der alten Wassermühle wird heutzutage ein Restaurant betrieben.
- Remigiuskirche
- Generatorenhalle – Veranstaltungshalle
- Städtische Galerie im Park Viersen – Wechselnde Kunstausstellungen
- Skulpturensammlung Viersen
- Bismarckturm